# Monte Somma
Monte Somma este o arie protejată (arie specială de conservare — SAC, sit de importanță comunitară — SCI) din Italia întinsă pe o suprafață de 3.076 ha, integral pe uscat.

## Localizare
Centrul sitului Monte Somma este situat la coordonatele 40°50′50″N 14°26′21″E / 40.847222°N 14.439167°E.

## Înființare
Situl Monte Somma a fost declarat sit de importanță comunitară în mai 1995 pentru a proteja 51 de specii de animale. Situl a fost protejat și ca arie specială de conservare în mai 2019.

## Biodiversitate
Situată în ecoregiunea mediteraneană, aria protejată conține 2 habitate naturale: Păduri de Castanea sativa, Peșteri inaccesibile publicului.
La baza desemnării sitului se află mai multe specii protejate:
- păsări (47): pițigoi codat (Aegithalos caudatus), ciocârlie-de-câmp (Alauda arvensis), ciuf-de-pădure (Asio otus), caprimulg (Caprimulgus europaeus), sticlete (Carduelis carduelis), florinte (Chloris chloris), porumbel gulerat (Columba palumbus), prepeliță (Coturnix coturnix), cuc (Cuculus canorus), lăstun de casă (Delichon urbicum), măcăleandru (Erithacus rubecula), șoim călător (Falco peregrinus), muscar-gulerat (Ficedula albicollis), cinteză (Fringilla coelebs), rândunică (Hirundo rustica), capîntortură (Jynx torquilla), sfrâncioc roșiatic (Lanius collurio), câneparul (Linaria cannabina), privighetoare (Luscinia megarhynchos), mierlă de piatră (Monticola saxatilis), codobatură de munte (Motacilla cinerea), muscar sur (Muscicapa striata), pietrar mediteranean (Oenanthe hispanica), grangur (Oriolus oriolus), ciuf-pitic (Otus scops), codroș de munte (Phoenicurus ochruros), pitulice de munte (Phylloscopus collybita), brumăriță de pădure (Prunella modularis), aușel sprâncenat (Regulus ignicapilla), aușel cu cap galben (Regulus regulus), mărăcinar negru (Saxicola torquatus), sitar de pădure (Scolopax rusticola), scatiu (Spinus spinus), turturică (Streptopelia turtur), graur (Sturnus vulgaris), silvie cu cap negru (Sylvia atricapilla), silvie de zăvoi (Sylvia borin), silvie roșcată (Sylvia cantillans), silvie de câmp (Sylvia communis), silvie mediteraneană (Sylvia melanocephala), silvie de tufiș (Sylvia undata), sturzul viilor (Turdus iliacus), mierlă (Turdus merula), sturz-cântător (Turdus philomelos), sturz (Turdus pilaris), sturzul de vâsc (Turdus viscivorus), pupăză (Upupa epops)
- mamifere (3): liliac cu aripi lungi (Miniopterus schreibersii), liliacul mare cu potcoavă (Rhinolophus ferrumequinum), liliacul mic cu potcoavă (Rhinolophus hipposideros)
- reptile (1): șarpele cu patru dungi (Elaphe quatuorlineata)

Pe lângă speciile protejate, pe teritoriul sitului au mai fost identificate 2 specii de nevertebrate, 3 specii de reptile.